# Teatro Dom Pedro V
Teatro Dom Pedro V (em chinês: 伯多祿五世劇院), situado no Largo de Santo Agostinho, em Macau, é um dos primeiros teatros de estilo ocidental na China, construído em 1860 pelos portugueses residentes no território para celebrar o reinado de seu rei, D. Pedro V. O teatro é neoclássico no projeto, incorporando um pórtico frontal em uma planta retilínea. Marco importante na região, permanece como um local de encontro para eventos e celebrações públicos importantes ainda hoje. 
Em 2005, o teatro tornou-se um dos locais do Centro Histórico de Macau a figurar na Lista do Patrimônio da Humanidade da UNESCO.